# Chelisa Chester
Chelisa Chester (6 de enero de 1973) es una deportista australiana que compitió en judo. Ganó tres medallas en el Campeonato de Oceanía de Judo entre los años 2002 y 2006.

## Palmarés internacional
| Campeonato de Oceanía | Campeonato de Oceanía      | Campeonato de Oceanía | Campeonato de Oceanía |
| Año                   | Lugar                      | Medalla               | Categoría             |
| --------------------- | -------------------------- | --------------------- | --------------------- |
| 2002                  | Wellington (Nueva Zelanda) | Medalla de plata      | –52 kg                |
| 2004                  | Numea (Francia)            | Medalla de bronce     | –52 kg                |
| 2006                  | Papeete (Francia)          | Medalla de bronce     | –52 kg                |